# Personaggi di Aqua Teen Hunger Force

Alcuni dei personaggi secondari di Aqua Teen Hunger Force. Da sinistra a destra: Oog, i Brownie Monsters (dietro), Romulox, Randy, Happy Time Harry, Bingo, Confraternita degli Alieni, Wisdom Cube (di fronte), Major Shake, Ol' Drippy, The Cybernetic Ghost of Christmas Past From the Future, Mothmonsterman e il Rabbot.

I personaggi di Aqua Teen Hunger Force sono tutti i personaggi, per la maggior parte nemici, apparsi nell'omonima serie televisiva d'animazione, nei videogiochi relativi alla serie e nei lungometraggi Aqua Teen Hunger Force Colon Movie Film for Theaters del 2007 e Aqua Teen Forever: Plantasm del 2022. Il character design di ogni personaggio è curato da Wild Hare Studios (st. 1-2), Radical Axis (st. 3-9, 1° film), Awesome Inc (st. 10-11), Bento Box Entertainment (corti, 2° film) e Floyd County Productions (st. 12).
La serie segue le avventure di Frullo, Fritto e Polpetta, tre prodotti da fast food che vivono insieme come coinquilini. Per le prime sette stagioni della serie vivono in un quartiere di periferia nel sud del New Jersey, nell'ottava stagione a Seattle, a Washington e nelle ultime tre stagioni nella fittizia cittadina di Seattle, nel New Jersey. I protagonisti entrano spesso in conflitto con il loro vicino di casa Carl o altri individui che li visitano, interazioni che sono spesso limitate ad un solo episodio.

## Personaggi principali

### Frullo
Frullo (in originale: Master Shake) è un frappé narcisista, pigro, superficiale ed egoista. Solitamente si autoproclama leader degli Aqua Teen, nonostante raramente realizzi qualcosa, spesso ostacolando il progresso delle missioni e lasciando il lavoro vero e proprio a Fritto. Detesta particolarmente Polpetta e fa di tutto per tormentarlo e ingannarlo attraverso schemi elaborati. Cerca spesso di truffare altri personaggi, in particolare Carl, anche se fallisce sempre a causa della sua stupidità. È estremamente vanitoso ed egocentrico e spesso agisce per attirare l'attenzione. Nel doppiaggio originale è interpretato da Dana Snyder. Nell'adattamento italiano è doppiato da Luigi Ferraro.

### Fritto
Fritto (in originale: Frylock) è una scatola di patate fritte fluttuante con lenti laser, un apparecchio ortodontico e il pizzetto. È il membro più intelligente del gruppo, oltre a fare da figura paterna per Polpetta, salvandolo sempre insieme a Frullo dalle situazioni di pericolo. Possiede un grande gioiello blu sulla schiena che alimenta il suo potere di fluttuare e sparare raggi laser dagli occhi. Nel doppiaggio originale è interpretato da Carey Means. Nell'adattamento italiano è doppiato da Fabrizio Russotto.

### Polpetta
Polpetta (in originale: Meatwad) è una palla di carne macinata con un solo dente. È infantile e ingenuo, rendendolo protagonista di inganni da parte degli altri. Mentre Fritto cerca di essere una buona figura di padre per Polpetta, Frullo spesso lo tortura e gli fa scherzi. A volte si ritrova manipolato da Frullo e dai Lunamiani mentre seguono attività illegali e pericolose. Ha il potere di cambiare forma. Inoltre è in grado di assorbire molta elettricità statica e di crescere molto rapidamente. Nel doppiaggio originale è interpretato da Dave Willis. Nell'adattamento italiano è doppiato da Gianluca Machelli.

### Carl Brutananadilewski
L'irascibile e volgare vicino degli Aqua Teen. Adora la pornografia, il football americano (soprattutto i New York Giants), la sua auto, la musica rock e il cibo spazzatura. Si ritrova a discutere spesso con gli Aqua Teen quando sono nella sua piscina o quando gli distruggono la sua auto. Ha dimostrato di essere impegnato o di avere legami con varie attività illegali e associati criminali. È per lo più impassibile davanti ai vari strani avvenimenti intorno a lui ed è spesso mutilato o ucciso in varie circostanze. È apparso anche nelle due webserie Carl's Stone Cold Lock of the Century of the Week e Pregame Prognostifications from the Pigskin Wyzzard. Nel doppiaggio originale è interpretato da Dave Willis e MC Chris (da piccolo). Nell'adattamento italiano è doppiato da Dario Oppido.

## Personaggi ricorrenti

### Collaboratori e nemici degli Aqua Teen
- Dott. Weird, voce originale di C. Martin Croker.

Dott. Weird è uno scienziato pazzo che conduce i suoi esperimenti nel manicomio abbandonato The Belle Isle Asylum, in un piccola isola perennemente piovosa nel Jersey Shore. Ha l'abitudine di creare invenzioni e sperimentare idee che la maggior parte delle volte falliscono, causando danni più o meno gravi e spesso fatali a lui e al suo assistente Steve. Nel film Aqua Teen Hunger Force Colon Movie Film for Theaters rivela di essere il creatore degli Aqua Teen; tuttavia, verso la fine del film, si rivela essere invece una creazione di Fritto. Nel 2010, durante l'evento Aqua Teen Hunger Force Live, il co-creatore della serie Dave Willis ha confermato che il Dott. Weird è davvero il creatore degli Aqua Teen. In un episodio, Carl menziona un vecchio compagno di classe del liceo di nome Terry, che si occupa di traffico di organi nel mercato nero. In un altro episodio Terry si rivela essere in realtà proprio il Dott. Weird (anche se in un altro episodio, Carl sostiene che Terry è uno dei suoi cugini che lavora per la mafia).
- Steve, voce originale di C. Martin Croker, italiana di Corrado Conforti.[3]

Steve è l'assistente del Dott. Weird. Ha i capelli rossi, indossa un camice da laboratorio e occhiali protettivi e normalmente tiene in mano una provetta. È spesso vittima di incidenti a causa degli esperimenti del Dott. Weird, molti dei quali causano la sua morte o, in ogni caso, qualcosa di distruttivo. È chiaramente più intelligente del Dott. Weird e di solito mette in discussione le pericolose azioni dello scienziato. Nel film della serie viene rivelato che ha una moglie.
- Lunamiani (in originale: Mooninites), voci originali di Dave Willis (Ignignokt) e Matt Maiellaro (Err), italiane di Giuliano Bonetto (Ignigokt) e Raffaele Palmieri (Err).[3]

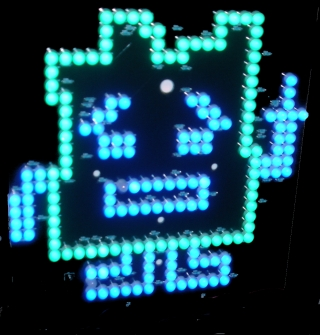
Uno dei "Lite-Brite" di Ignignokt che hanno causato l'allerta bomba di Boston.

Ignignokt e Err sono due alieni bidimensionali provenienti dalla Luna. Insieme sono noti come Lunamiani (in originale: Mooninites), gli abitanti più famosi e conosciuti della Luna. Ignignokt è il leader verde, il più alto e il più calmo, mentre Err è l'aiutante rosa, più basso e più agitato. Hanno delle sopracciglia pixellate che non si muovono quasi mai e hanno bocche rettangolari che si accorciano e si allungano quando parlano. I loro nomi sono un riferimento al loro stesso aspetto in 8 bit, dato che molte volte fanno i versi dei vecchi effetti sonori arcade. Spesso derubano negozi, fanno graffiti, corrompono Polpetta e infastidiscono gli Aqua Teen e il loro vicino Carl e spesso si giustificano affermando semplicemente che la loro società è molto più avanzata e che non hanno bisogno di regole da rispettare. Sebbene possiedano armi laser avanzate, queste sono difettose poiché i loro proiettili sono molto lenti. Nell'episodio Mayhem of the Mooninites uno dei proiettili colpì Carl nella sua schiena e lo trasportò fin sulla luna, mentre in Remooned, il proiettile generò scintille quando colpì Carl. I Lunamiani hanno l'abilità di attaccarsi tra di loro per creare il Quad Laser, un'arma ancora più lenta dei proiettili. In questa forma, i Lunamiani possono anche duplicare le loro facce per assumere l'aspetto di una pistola gigante e possono sparare un proiettile incredibilmente grande e lento chiamato Quad Glacier. I due alieni hanno la capacità di illuminarsi e, seppur hanno una forma bidimensionale, di girare intorno e di trasformarsi in una figura tridimensionale. Anche se appaiono come dei personaggi seri e violenti, nell'episodio Moonajuana si comportano in modo infantile per cercare attenzioni. Nel 2007 alcuni display a LED a loro somiglianza sono stati impiantati in alcune città americane, causando persino un allarme bomba nella città di Boston.
- Plutoniani (in originale: Plutonians), voci originali di Andy Merrill (Oglethorpe) e Mike Schatz (Emory), italiane di Massimo Bitossi (Oglethorpe) e Alberto Caneva (Emory).[3]

Oglethorpe e Emory sono due alieni provenienti da Plutone. Insieme sono noti come Plutoniani (in originale: Plutonians). Oglethorpe è il leader grosso, arancione e il più stupido, mentre Emory è verde ed è il più intelligente. In un episodio i Plutoniani creano un clone di Frullo chiamato Major Shake. Oglethorpe parla con un accento tedesco austriaco, caratteristica mantenuta anche nell'adattamento italiano, mentre Emory parla come un accento americano-californiano meridionale stereotipato. I due posseggono tecnologie altamente avanzate e possono teletrasportarsi e clonarsi a loro piacimento. Nell'episodio The Last One rivelano di essere nemici dei Lunamiani. I due personaggi prendono il loro rispettivo nome da due college dell'Atlanta: l'Oglethorpe University e l'Emory University.
- MC Pee Pants, voce originale di MC Chris.

MC Pee Pants, noto anche come Sir Loin, Little Brittle e C-Bag, è un artista rap che si reincarna in forme diverse ogni volta che viene ucciso. Ad ogni ritorno stabilisce un nuovo nome e identità, tuttavia la sua voce, personalità, abbigliamento e gli occhi gialli rimangono uguali. Le sue forme includono un ragno gigante, una mucca, un essere umano anziano, un vampiro, un verme e una mosca. In ogni incarnazione indossa un pannolino, una cuffia da doccia e una catena d'oro al collo. Solitamente elabora piani ridicoli e inutilmente complicati per conquistare il mondo, che iniziano inviando istruzioni ai suoi ascoltatori sotto forma di singoli rap di successo come I Want Candy, Doin' it 4 Da Shorteez e Come Visit Me Dawg. Talvolta chiede all'ascoltatore di andare in un magazzino abbandonato alla 612 Wharf Avenue. In un'occasione, nei panni di MC Pee Pants, ha complottato per scavare un buco fino all'inferno con un trapano alimentato da zucchero e sangue allo scopo di scatenare demoni che avrebbero poi operato per lui uno schema piramidale di pillole dimagranti. Ogni volta che si trova all'Inferno, conserva la sua forma più recente, solo per cambiare forma quando Satana lo reincarna.
- Cybernetic Ghost of Christmas Past from the Future, voce originale di Matt Maiellaro.

Un robot pazzo che afferma di essere il fantasma cibernetico del Natale passato venuto dal futuro. Si presenta per la prima volta a casa di Carl, raccontandogli di "com'era il Natale" quando Carl aveva otto anni, in cui suo padre gli ha fatto mangiare il tappeto e la sua casa è stata distrutta da robot e laser. Procede col riempire la piscina di Carl con sangue di elfo come espediente della trama per raccontare agli Aqua Teen e Carl dell'originale Babbo Natale. Solitamente racconta lunghe storie senza alcuna base fattuale o coerente. Afferma inoltre che l'unico modo per Carl di sbarazzarsi del sangue è che lui abbia un rapporto sessuale con la "Grande Scimmia Rossa nello spazio". Carl alla fine si sbarazza di lui vendendo la sua casa a Glenn Danzig, che la acquista appositamente per il sangue nonostante non sopporti Cybernetic Ghost. È uno dei soli sette membri del gruppo dei Lunamiani, insieme a Ignignokt, Err, il Rabbot, Happy Time Harry, Mothmonsterman e Major Shake. In un'occasione si è intrufolato a bordo della nave dei Plutoniani restando con loro per tutto il tempo. Viene visto frequentare una chiesa insieme a Frullo, Polpetta e altri personaggi, dove tenta di uccidere Fritto, Carl e Lambert agli ordini di Frullo, tuttavia fallisce poiché sono diventati immortali. Viene quindi sparato da due agenti di polizia. Si è presentato al centro commerciale Powerpuff Mall dove ha cercato di distruggere un robot giocattolo chiamato Breakie B, che pensa sia un assassino cibernetico che "darà alla luce l'accelerazione dei dragonoidi", affermando che farà svanire 3 miliardi di vite in un istante.
- Boxy Brown, voce originale di Dave Willis e Killer Mike.

Boxy Brown è un giocattolo creato da Polpetta. Come suggerisce il nome, è una scatola di cartone con una faccia mal disegnata e con baffi e acconciatura afro per simboleggiare l'aspetto di un afroamericano. Ogni volta che parla si verifica uno zoom in diagonale sul suo volto, accompagnato da musica da discoteca. Per qualche strano motivo ha minacciato più volte Polpetta e a volte lo costringe a chiamarlo il "Duca di New York". Ha la capacità di parlare, tuttavia solo la persona con cui sta parlando direttamente è in grado di sentirlo.
- Dott. Wongburger, voce originale di Tommy Blacha.

Dott. Wongburger è uno scienziato pazzo alieno. Nell'episodio Dickesode era un pene proprietario del Wong Burger, alla ricerca di peni tra cui quello di Carl. Nell'episodio The Creature from Plaque Lagoon aveva la forma di un grande dente, mentre nell'episodio Hands On a Hamburger era un hamburger. Ogni volta che appare durante la serie, tenta di tornare sul pianeta natale della sua specie e Fritto gli ricorda semplicemente che è un pazzo.
- Markula, voce originale di Matt Maiellaro.

Il proprietario vampiro della casa degli Aqua Teen. Ha 4040 anni e possiede la gobba e la pelle verde coriacea. Chiede inizialmente che gli Aqua Teen paghino per un tubo del gas rotto, cosa che si rifiutano di fare, cercando in continuazione di vendere la loro casa. A differenza della maggior parte dei vampiri, Markula è in grado di sopravvivere alla luce del sole. Viene visto frequentare la chiesa insieme a Frullo, Polpetta e molti altri personaggi, cercando di uccidere Fritto, Carl e Lambert con una balestra, tuttavia fallisce perché sono diventati immortali e tutti vengono colpiti da due agenti di polizia. Di solito scappa trasformandosi in un pipistrello e volando via.
- Gene Belcher, voce originale di Eugene Mirman.

Gene Belcher è il medico degli Aqua Teen. Inizialmente informa Fritto che ha il cancro, tuttavia più tardi rivela che è riuscito a sconfiggerlo. In seguito viene rivelato che è un abortista e viene ucciso insieme ai manifestanti anti-aborto di fronte al suo ufficio da un fulmine dell'alieno Allen. In un'occasione ha tentato di rimuovere il tatuaggio vivente di Frullo (il Cobra della Libertà), tuttavia è stato influenzato dal tatuaggio per aggiungerne degli altri, farsi tagliare le mani e darle in pasto a Frullo. Successivamente ha informato Carl che ogni osso del suo corpo si è fuso in un unico "super osso" dopo essere caduto dal tetto della sua casa su istruzione di Lance. Ritorna più tardi per informare Carl che sua madre è prossima alla morte e che richiede cure costose o che deve trasferirsi con lui.
Mostra una forte somiglianza con il suo doppiatore Eugene Mirman, con la sua voce che non differisce molto da quella originale. Il suo nome è un riferimento diretto all'omonimo personaggio della serie animata Bob's Burgers, doppiato sempre da Mirman, nonostante sia rimasto senza nome fino all'episodio Hospice dell'ultima stagione.
- Jimmy, voce originale di Michael D. Hanks.

Jimmy, noto anche come Tree Wizard o semplicemente Senzatetto, è un personaggio ricorrente nella serie. È un senzatetto che visita spesso gli Aqua Teen.
- Squirrley.

Squirrley è lo scoiattolo domestico di Polpetta. Quest'ultimo l'ha ucciso involontariamente con il potere dell'elettricità che ha guadagnato quando Frullo lo ha lasciato bloccato dentro l'asciugatrice. Anche se Squirrley è morto, Polpetta continua a giocarci e lo considera persino come una delle sue bambole. Nell'episodio Reedickyoulus viene rianimato e trasformato in uno zombi tramite le feci radioattive di Carl. A causa del loro decesso, Squirrley e tutti gli altri animali zombi di Polpetta hanno continuato a cercare di uccidere Frullo. Lo scoiattolo riappare vivo e vegeto nell'episodio L'Amico Nugget, senza segni di zombificazione.
- Satana, voce originale di Matt Maiellaro e Dave Willis.

Un'entità malvagia che appare ogni volta che MC Pee Pants viene mandato all'inferno.
- Randall.

Il compagno di stanza del dottor Weird.
- Javier.

Il custode spagnolo del dottor Weird. Ha cercato inizialmente di rubare una collana d'oro ed è stato ucciso dal dottor Weird, tornando vivo successivamente.
- Terry, voce originale di Vincent Pastore.

Un uomo che lavora per la mafia locale che spesso esegue interventi chirurgici illegali. È il cugino di Carl. Il dottor Weird gli ha venduto il cervello di Steve in modo che potesse ottenere dei soldi.
- Dante, voce originale di Steve Schirripa.

L'assistente mafioso di Terry.
- Dolores Brutananadilewski, voce originale di Eddie Pepitone, italiana di Patrizia Salerno.

La madre di Carl.

### Membri del cast
- George Lowe.

George Lowe è un personaggio ricorrente, interpretato dall'omonimo doppiatore. Ha fatto la sua prima apparizione nell'episodio Mail-Order Bride, come DJ da matrimonio. Nella maggior parte delle sue apparizioni, George è un poliziotto, sebbene nell'episodio Antenna appare come se stesso. Nell'episodio Gee Whiz è un portavoce di standard e prassi, in Eggball è un riparatore di flipper chiamato Gorge, in Dirtfoot è un detective privato di nome Bruno Sardine che lavora per uno show televisivo e in Juggalo è un avvocato.
- Ned Hastings.

Ned Hastings è un editore e regista di Aqua Teen Hunger Force. Nell'episodio Super Trivia ha interpretato se stesso come ospite del Bar Trivia Night, frutto dell'immaginazione di Wayne "The Brain" McClain. Appare in altre circostanze come nel film Aqua Teen Hunger Force Colon Movie Film for Theaters e negli episodi Couples Skate e Polpetta superstar. In seguito è diventato un commesso nel centro commerciale Powerpuff Mall.
- Jay Edwards.

Jay Edwards è un produttore e regista di Aqua Teen Hunger Force. Nell'episodio The si presenta ad una festa di benvenuto organizzata da Fritto in occasione del suo trasferimento, con l'unico scopo di dirgli che non sarebbe passato e che vuole solo stare lontano da sua moglie, i suoi figli, la sua casa e il suo cane. In seguito è diventato un'avvocato, prestando lavoro per la Confraternità degli Alieni.
- Vishal Roney.

Vishal Roney è un doppiatore e produttore di Aqua Teen Hunger Force che appare nel corso della serie. Nell'episodio PDA è mostrato come l'agente assicurativo di Carl, ricordando a quest'ultimo durante una telefonata che la sua assicurazione sulla piscina non copre le "misteriose esplosioni" che si verificano nel suo giardino. Più tardi fa un'apparizione in Robots Everywhere, dove lui e sua moglie Diviya Roney sono una coppia di potenziali nuovi affittuari per la casa degli Aqua Teen, finendo per essere vaporizzati dai coniugi robot. Lui e sua moglie fanno un'altra apparizione in Dummy Love e A PE Christmas. Roney in seguito è diventato una guardia del corpo per il cabarettista e mago L'Incredibile Ron.
- Scott Fry.

Scott Fry è un animatore di Aqua Teen Hunger Force. Gestisce un banco dei pegni che gli Aqua Teen visitano in diverse occasioni. Si mostra come un personaggio malinconico e generalmente ostile a cui non piace negoziare, offrendo sempre un unico prezzo basso e rifiutandosi di scendere.
- Schoolly D, voce italiana di Corrado Conforti.

Schoolly D è un rapper che ha composto il tema musicale delle prime sette stagioni di Aqua Teen Hunger Force. Fa da narattore occasionale per la serie anche se appare sempre meno col progredire degli episodi. Appare inoltre in una versione animata di se stesso nell'episodio Muscoli.
- Billie Reaves.

Billie Reaves è stata la nonna di Dave Willis. Ha interpretato un breve cameo nell'episodio Dirtfoot quando (riproducendo una scena di Bruno Sardine: Private Inbestigator) ha riferito agli Aqua Teen di aver colpito accidentalmente il loro "cane" (in realtà lo stesso Dirtfoot) con "le sue spade", solo per scomparire magicamente. Compie vari cameo nel corso delle stagioni.
- Craig Hartin.

Un animatore della serie.
- Dana Snyder.

Il doppiatore originale di Frullo. Si scopre che è lui stesso a manovrare Frullo dall'interno del suo bicchiere.
- Michael Kohler.

Il sound designer e mixer della serie. Ha mixato una canzone rap per Frullo e Polpetta.
- Nick Weidenfeld.

Un produttore esecutivo di Adult Swim.

## Personaggi secondari

### Prima stagione
- Rabbot.

Un coniglio robot gigante creato dal Dott. Weird per risolvere il presunto "problema vegetale" del mondo. Dopo avergli spruzzato del profumo francese negli occhi, il Rabbot si arrabbia e scappa dal laboratorio, lasciando un gigantesco buco nel muro. È entrato nel Powerpuff Mall dove ha rubato una formula per la crescita dei capelli che usa per spruzzare ogni cosa in città, incluso Frullo. Non risulta fondamentale nel gruppo istituito da Ignignokt e Err; infatti non è d'aiuto e anche se è responsabile del nome del gruppo, che include i giorni della settimana in ripetizione, è una delle uniche due cose che può dire oltre ai numeri da zero a nove. È uno dei soli sette membri del gruppo rimasti in vita. Si è scatenato in centro città, nel New Jersey, insieme ai diversi discendenti dell'Insanoflex che sono stati lasciati lì dall'originale Insanoflex. Quando è tornato per consegnare un regalo a Fritto e Polpetta per dar loro il benvenuto nel nuovo quartiere, ha distrutto la nuova casa degli Aqua Teen, costringendoli a tornare nella loro vecchia casa. È apparso inoltre in uno dei monitor schermi di Allen, quando stava controllando le buone azioni delle persone dalla sua piattaforma. Viene rivelato che frequenta la chiesa locale insieme a Frullo, Polpetta e molti altri. In questa occasione gli viene ordinato da Frullo di uccidere Fritto, Carl e Lambert, tuttavia per qualche motivo non fa nulla. Viene poi sparato da due agenti di polizia, ma sopravvive poiché è a prova di proiettile.
- Leprecauni.

Un gruppo di leprecauni che progettano di rubare il RainbowMaker 400 del Dott. Weird per usarlo con l'intento di aggredire le persone, principalmente rubando le loro scarpe. È composta da tre membri: Flargon, Dingle e Merle. Usano un laptop in una foresta per inviare false e-mail in cui informavano che l'oro si trovava alla fine di un arcobaleno. Tuttavia, l'arcobaleno porta le persone ad andare nella foresta dove i leprecauni rubano qualsiasi oggetto di valore. Gli Aqua Teen sventano i loro piani dopo aver tentato di rubato la catena d'oro di Carl.
- Flargon, voce originale di Scott Hilley.
- Dingle, voce originale di Scott Hilley.
- Merle, voce originale di Andy Merrill.

- Mothmonsterman, voce originale di H. Jon Benjamin.

Una gigantesca falena umanoide geneticamente modificata dal Dott. Weird. Fugge dal laboratorio attraverso il buco lasciato dal Rabbot quando viene attratto da un segnale luminoso in città dalla luce appartenente a Frullo. Quando la luce è spenta, Mothmonsterman cerca di riaccenderla il più velocemente possibile. Ha preso il controllo della casa degli Aqua Teen, nella quale riesce finalmente ad accendere la luce mentre Fritto e Frullo sono a Memphis. È un tipo accomodante che raramente affronta i problemi per raggiungere i suoi scopi. Può riprodursi asessualmente e possiede circa 1.000 figli che ha deposto nell'esofago di Carl. Possiede una casa in Belize. È diventato un membro dei Monday, Tuesday, Wednesday, Thursday, Friday, Saturday, Sunday insieme ad altri cattivi precedenti per vendicarsi degli Aqua Teen, anche se alla fine non ha funzionato. Viene visto frequentare la chiesa con Frullo, Polpetta e molti altri personaggi, e cerca di uccidere Fritto, Carl e Lambert agli ordini di Frullo, tuttavia non ci riesce poiché sono immortali, viene quindi colpito a morte da due agenti di polizia.
- Brownie Monster.

I Brownie Monster sono una combinazione di biscotti con il DNA di Mothmonsterman. Vengono creati accidentalmente da Frullo quando ha gettato una padella di biscotti nella macchina per la clonazione di Fritto prima di partire per Memphis per visitare la tomba di Dracula. Alla fine si sono mescolati con il DNA di Mothmonsterman, prendendo vita e iniziando a scatenarsi nel quartiere. Si sono uniti al gruppo dei Lunamiani insieme ad altri cattivi precedenti per vendicarsi degli Aqua Teen, anche se finiscono per essere colpiti dal Quad Laser dei Lunamiani. Uno di loro è stato visto frequentare la chiesa.
- Balloonenstein.

Balloonenstein è un palloncino giallo gigante. Nell'episodio Balloonenstein, Polpetta acquisisce il potere dell'elettricità dopo essere stato bloccato nell'asciugatrice per un'intera settimana da Frullo. Dopo essersi liberato, usa questi poteri per costringere Frullo ad essere il suo schiavo personale, ma presto si rende conto che non sta facendo niente di buono e che fa solo male a coloro che lo circondano; allora Fritto decide di creare un animale a forma di palloncino che assomigli al vecchio scoiattolo domestico di Polpetta, il defunto Squirrley, in modo tale che lo coccolasse e vi versasse la sua energia elettrica. Polpetta conteneva così tanta elettricità che il palloncino raggiunse le dimensioni della casa degli Aqua Teen.
- Ol' Drippy, voce originale di Todd Field.

Ol 'Drippy è una creatura a base di penicillina creata accidentalmente in cucina da Frullo. Ol 'Drippy, come lo ha chiamato Polpetta, è molto educato ed è di buone maniere, a differenza di Frullo che lo tratta in modo molto irrispettoso. Si è sacrificato più volte per salvare Frullo. Nell'episodio The Last One partecipa ad un incontro dei Lunamiani.
- Jiggle Billy, voce originale di Dave Willis.

Jiggle Billy è un giocattolo parlante che voleva Polpetta; tuttavia, a causa dell'eccessivo prezzo del giocattolo, Fritto ne ha comprato un altro meno costoso chiamato Happy Time Harry, il cui atteggiamento nichilista e suicida e l'atteggiamento scontroso hanno reso Polpetta depresso e amareggiato. Questo ha spinto Fritto a comprare il primo giocattolo nel tentativo di migliorare l'attitudine di Polpetta. Jiggle Billy è un bifolco senza scarpe, con una camicia rossa, una brocca di liquore artigianale, un fucile, un pantalone in jeans con pezzi di stoffa e degli occhiali per la visione notturna inutili e costosi. Oltre a dondolare, parla senza sosta e suona di continuo una canzone banjo.
- Happy Time Harry, voce originale di David Cross.

Happy Time Harry è un giocattolo che Fritto ha comprato per Polpetta nell'episodio Dumber Dolls. Anche se Polpetta voleva che gli comprasse il Jiggle Billy, Fritto gli ha comprato questo perché il prezzo dell'altro era molto alto. Happy Time Harry possiede delle grandi scarpe rosse scintillanti, sfoggia una lama al posto della mano destra ed è vestito con dei semplici pantaloncini sporchi. Contrariamente al nome che porta, Happy Time Harry ha un carattere amaro, nichilista e suicida, oltre ad essere un alcolizzato e criminale in libertà. In un'occasione ha ammesso di essersi fatto rimuovere metà del suo fegato per impedirgli di bere bevande alcoliche, anche se lo fa ancora, e fa spesso riferimento al suo agente della libertà vigilata e all'incapacità di pagare le bollette. Durante la sua prima interazione con Polpetta gli chiede delle pillole, una richiesta che Fritto non prende seriamente fino a quando il giocattolo non inizia a lamentarsi della sua misera vita.
- Major Shake, voce originale di Matt Harrigan.

Major Shake è un clone di Frullo creato dai Plutoniani, tuttavia è gravemente deformato poiché è stato clonato dentro un forno per la pizza tramite una foto di Frullo, invece di usare un campione di DNA. Ha la mano sinistra attaccata alla cannuccia nella parte superiore del corpo e un'altra mano che gli spunta dalla parte di sotto. Al fine di farlo sembrare più alto, Emory gli ha messo un paio di scarpe con i tacchi. Nell'episodio Bad Replicant si dimostra uno dei cattivi più normali e disinvolti con cui gli Aqua Teen hanno mai interagito. Spesso fa riferimento alla sua malformazione (fatto che annota tristemente). Dopo aver fallito nel tentativo di far convincere gli altri che era lui il vero Frullo, ha poi ammesso la stupidità del piano dei Plutoniani e ha passato un po' di tempo a parlare con gli Aqua Teen, prima di rubare e scappare con l'auto di Carl. Nell'episodio The Last One, dopo essere stato invitato alla riunione dei Lunamiani, viene investito da un camion mentre raccoglieva dei rifiuti; tuttavia, sempre nel medesimo episodio, riappare indenno insieme ad altre creature.
- Randy the Astonishing, voce originale di Dave Willis.

Randy the Astonishing è il principe di Giove. Fu mandato sulla Terra per "infiltrarsi nel genoma umano", ma dal momento che non assomiglia ad un umano non riuscì a trovare nessuno con cui procreare e finì per creare uno spettacolo da circo. Dopo averlo incontrato in un vicolo con un cappuccio, Frullo ha deciso di vendere Polpetta al circo di Randy dove, grazie alla sua abilità mutaforme, è diventato popolare, facendo ingelosire Frullo. Dopo aver preso coraggio, Randy ha deciso di rivelare la sua vera forma, rendendo il padre orgoglioso di lui. Durante l'incontro con i Lunamiani nell'episodio The Last One, era sotto il controllo di Travis of the Cosmos. Dopo che Harry ha pugnalato Travis, Randy chiede a Bingo se il buco nella parte posteriore della sua testa (causata da Travis) era evidente e Bingo gli regala una parrucca da clown per coprirsi.
- Amore di mamma (in originale: Love Mummy), voce originale di Tom Clark.

Amore di Mamma è una mummia che chiede in continuazione degli oggetti costosi agli Aqua Teen, minacciandoli con una maledizione. Alla fine, dopo che Fritto scopre che la maledizione è semplicemente una tattica per manipolarli, lo butta fuori di casa insieme alla spazzatura. Il suo cappello trasforma la metà inferiore di chi lo indossa in una coda di serpente, esattamente come successo con Carl.
- Www.yzzerdd.com, voce originale di Todd Hanson.

Www.yzzerdd.com è un virus di internet scaricato accidentalmente da Frullo nell'episodio Interfection. È raffigurato come una vecchia creatura dalla pelle verde a forma di avambraccio e con una folta barba bianca. Possiede apparentemente solo due dentoni gialli da coniglio. I suoi capelli servono come cavi da connessione per la rete informatica. Il sito www.yzzerdd.com crea principalmente una moltitudine di annunci pop-up, capaci di uscire persino dallo schermo del computer.
- Romulox, voce originale di Todd Barry.

Romulox è il sovrano delle creature del catrame e nemico di Frullo. È un mostro di colore blu composto interamente da catrame. Ha due strane corna che sporgono dalla sua testa e parla quasi sempre con un tono molto condiscendente e annoiato. Nell'episodio PDA indossa per qualche strana ragione della biancheria intima da donna, mentre in The Last One un costume simile a quello di Oog. Nonostante sia un orribile mostro di catrame, è uno snob che indossa costantemente oggetti costosi, molti dei quali inutili.
- Svetlana, voce originale di Rita McGrath.

Una sposa per corrispondenza cecena che ha condiviso un matrimonio con Carl e Frullo.
- Glenn Danzig, voce originale di Glenn Danzig.

Il cantante principale della band heavy metal Danzig ed ex cantante della band punk rock Misfits. In un'occasione ha comprato la casa di Carl per 1.000.000 di dollari per godersi la sorgente di sangue elfico che è sgorgata dalla sua piscina. La vendita apparentemente includeva anche Cybernetic Ghost of Christmas Past From the Future come parte dell'accordo, che alcuni giorni dopo è fuggito a casa degli Aqua Teen, chiedendo di potersi nascondere.

### Seconda stagione
- Nathan Scott Phillips.

Il serpente domestico velenoso di Polpetta. È stato acquistato da Frullo, che ha ingannato Polpetta facendogli credere che stava ricevendo un coniglio.
- Oog, voce originale di Jon Glaser.

Oog è un cavernicolo che è stato educato attraverso il secondo OoGhiJ MIQtxxXA di Fritto, un supercomputer di forma sferica creato da quest'ultimo. Ha vissuto per migliaia di anni e, grazie al computer, è diventato super intelligente, sebbene abbia ancora alcuni tratti preistorici come la paura del fuoco (anche se gli piace fumare le sigarette), il suo costante bisogno di essere intrattenuto e la voglia di strapparsi i cappelli dalla testa. Gli piacciono i videogiochi d'azione ed è attratto dagli oggetti brillanti. Nel doppiaggio originale è interpretato da
- Travis of the Cosmos, voce originale di Brooks Braselman.

Travis of the Cosmos è un alieno venuto sulla Terra per ottenere un lavoro, al solo scopo di avere un piano pensionistico. Attraverso un tentacolo perfora la parte posteriore dei crani delle persone, prendendo il sopravvento sulle loro menti e usando le loro bocche come mezzo di comunicazione, tuttavia ha difficoltà nel comunicare con Fritto e Polpetta poiché può parlare solo in un finto giapponese. Polpetta ha deciso di insegnargli la lingua inglese attraverso un seminario di auto-aiuto che ha ricevuto da Carl, intitolato "Do It All Night, Every Night"; tuttavia il suo vocabolario inglese è diventato volgare e grezzo. Fritto inventa quindi un dispositivo di lettura mentale che consente a Travis di comunicare senza problemi. Urina molto frequentemente attraverso i suoi diversi beccucci sparsi sul suo corpo e può lanciare gocce di acido.
- Wayne "The Brain" McClain, voce originale di Seth MacFarlane.

Wayne "The Brain" McClain è un piccolo umano dalla testa enorme. La cosa più notevole del suo aspetto fisico è la sua testa, incredibilmente grande e coperta di capelli verdi. Soffre di acne e il suo collo sembra aver subito danni a causa del peso della sua testa. Indossa una camicia hawaiana rossa, pantaloni neri e delle infradito. Nell'episodio Super Trivia ha gareggiato con Fritto, Frullo, Polpetta e Carl in un concorso di curiosità all'interno di un bar, tuttavia, le domande poste ai cinque concorrenti erano solo illusioni create da Wayne, così come il bar e tutto ciò che conteneva, compresi gli ospiti.
- Universal Remonster.

Universal Remonster è un piccolo mostro dalle sembianze di un licantropo creato dai Plutoniani. È composto interamente da vecchi telecomandi e da una piccola antenna posizionata sopra la sua testa. Nell'episodio Universal Remonster i Plutoniani rubano la TV via cavo degli Aqua Teen attraverso il Fargate, sebbene non possano cambiare rapidamente il canale. Alla fine Frullo lo usa per terrorizzare Polpetta fino a quando le batterie del dispositivo si esauriscono. Ha il potere di far fluttuare tutto ciò che è intorno a lui.
- Gli Alberi, voci originali di Dave Willis, Matt Maiellaro, Jay Wade Edwards, Jim Fortier, Ned Hastings, Nick Ingkatanuwat e Vishal Roney.

Gli Alberi sono degli alberi antropomorfi che vivono in una grande foresta. Nell'episodio Revenge of the Trees rapiscono Carl dopo che l'hanno visto scaricare una vasca piena di rifiuti nei loro boschi.
- Zakk Wylde, voce originale di Zakk Wylde.

Un musicista, cantautore e attore occasionale statunitense, meglio noto come l'ex chitarrista di Ozzy Osbourne e fondatore della band heavy metal Black Label Society. È stato il chitarrista e cantante principale dei Pride & Glory.
- Scorpioni, voci originali di John DiMaggio.

Due scorpioni robotici che hanno formato la band Black Mountain Scorpion Hoedown Bluegrass Experience Gang insieme a Zakk Wylde al contrabbasso.
- Willie Nelson, voce originale di Tom Scharpling.

Willie Nelson è una cipolla antropomorfa con le zampe da ragno. Vive nell'attico della casa degli Aqua Teen, anche se viene visto raramente durante la serie. È un individuo tranquillo ed è generalmente cortese verso gli altri, il che smentisce la sua macabra tendenza nell'uccidere gli esseri umani e mangiarli. Nell'episodio The Shaving si rivela agli Aqua Teen il giorno di Halloween, scendendo dalla soffitta e chiedendo a Fritto se fosse arrivata della posta per lui; Fritto dice che alcune volte era arrivata della posta a suo nome, ma non sapendo della sua presenza la inoltrava oppure la buttava. Il suo nome è un chiaro riferimento al reale cantautore Willie Nelson, il quale ha recitato nell'episodio Baffler Meal di Space Ghost Coast to Coast, lo stesso in cui gli Aqua Teen hanno fatto la loro prima apparizione. Si ritiene che questo sia il motivo alla base del nome del personaggio.
- The Broodwich / The Broodwrap.

Un sandwich infernale che Frullo ha scoperto in una grotta sotto il cortile della casa degli Aqua Teen. All'interno della grotta, una voce misteriosa spiega a Frullo che il panino è stato "forgiato nell'oscurità del grano raccolto in un mezzo acro di terreno infernale, preparato da Belzebù, spalmato di maionese creata con le uova malvagie di un pollo nero, sbattuto nella salsa dalle mani di un folle da un occhio solo, [con] formaggio bollito dalle rancide tette di una mucca con le zanne a tre teste [e] stratificata con 666 carni separate provenienti da un animale con vermi al posto del sangue". Dopo aver mangiato un pezzo del panino, Frullo viene teletrasportato nella "dimensione di Broodwich" dove appare in una versione più piccola e stilizzata di se stesso in un'ambientazione di colline viola a strisce. Nell'episodio The Last One della seconda stagione, si riunisce al gruppo dei Lunamiani per vendicarsi degli Aqua Teen. Nel frattempo, la voce misteriosa inganna Romulox teletrasportandolo nella "dimensione di Broodwich" e presumibilmente uccidendolo. Riappare nell'episodio The Broodwrap della miniserie sequel AquaDonk Side Pieces. Mentre Carl stava consegnando il panino a qualcuno, rivela che si è ribattezzato The Broodwrap e che è destinato ai vegetariani. Mentre parla dei suoi ingredienti disgustosi, Carl consegna infine il panino alla casa degli Aqua Teen, sputandoci sopra.
- La Voce, voce originale di Isaac Hayes III.

Un personaggio fuori campo senza nome che ha 1000 anni. Dice alle persone di mangiare il Broodwich, spesso allettandole e minacciandole di mangiarlo, in modo che si teletrasportino nella dimensione di Broodwich e incontrino la loro fine.
- Jerry e Mr. Sticks, voci originali di Jon Glaser e H. Jon Benjamin.

Due piccole creature che vivono nella dimensione di Broodwich. Solitamente si divertono a parlare delle loro mogli e di ciò che odiano di più a causa di alcuni problemi matrimoniali.
- Dumbasshedron, voce originale di Jon Schnepp.

Un cubo che si professa inizialmente di essere un Wisdom Cube, il cubo della saggezza. Passa il tempo a fare scherzi alle persone e afferma sempre di chiamarsi Wisdom Cube, tuttavia in realtà si scopre che per tutto il tempo ha interpretato la parte di suo cugino, il vero Wisdom Cube. In The Last One finisce all'inferno dopo essere morto di soffocamento.
- Wisdom Cube, voce originale di Brian Posehn.

Il cugino di Dumbasshedron. Anche lui è un fanatico degli scherzi.
- Confraternita degli Alieni (in originale: Frat Aliens), voci originali di Patton Oswalt.

D.P. e Skeeter, conosciuti insieme col nome Confraternità degli Alieni, sono due alieni blu alcolizzati. Vengono inizialmente attirati nello spazio dal recinto laser di Carl, schiantandosi contro con la loro navicella. D.P. è il più stupido e odioso della coppia che cerca di impressionare gli altri menzionando che suo padre possiede una concessionaria d'auto. Utilizza talvolta altri soprannomi tra cui "Donkey Puncher", "D to the P" e "Donkey Puncherello". Ha rivelato di avere un tatuaggio sul polmone poiché suo padre lo ucciderebbe se lo sapesse. Il suo vero nome è Donald Baker-Schwartzberg II. Ha affermato inoltre di essere stato bocciato a scuola e che intende lavorare presso la concessionaria del padre. Skeeter è più equilibrato rispetto a D.P. Il suo vero nome, che disprezza, è Zarnold Edward Quigley. Si è laureato in economia. Un terzo membro della Confraternità degli Alieni, Pledge, appare successivamente. Non parla mai e solitamente viene molestato da D.P. e Skeeter che talvolta lo chiamano "Ass Head" (letteralmente "Faccia da culo").
- Styro-Head, voce originale di Matt Maiellaro.

Styro-Head è un porta-parrucca vivente. Ha il costante bisogno di spaventare le persone, ma ogni volta che ci prova Bingo gli ricorda il loro piano. Apparentemente ha poca pazienza e rispetto nei confronti dei clown, con grande dispiacere di Bingo.
- Bingo.

Bingo è una testa da clown fluttuante e senza corpo. Nell'episodio The Clowning insieme a Styro-Head dà a Carl una parrucca che lo intrappola e lo fa trasformare completamente in un pagliaccio.
- Fidanzata di Carl, voce originale di Hayden Ward.

Un'anziana prostituta che Carl porta spesso a casa sua per avere rapporti con lei.
- Turkatron, voce originale di Matt Maiellaro.

Turkatron è un tacchino robotico che compare una settimana dopo il Giorno del Ringraziamento. Insiste continuamente sul fatto che è venuto dall'anno 9595 (in riferimento alla canzone In the Year 2525 dei Zager and Evans) per salvare il "grande bisnonno di Goblox, il futuro leader della ribellione dei tacchini contro i Maestri Polli". Ama mangiare le torte con i taco e bere vino e altro alcol. Alla fine viene rivelato che Turkatron è in realtà uno dei 5.000 giocattoli malfunzionanti della "Hustlin' Tom Turkey".
- Seth Green, voce originale di Seth Green.

Un attore e doppiatore statunitense che opera in diversi progetti di Adult Swim. Viene intervistato dal Dott. Weird e il suo assistente dopo che hanno decapitato Space Ghost di Space Ghost Coast to Coast nel tentativo che il primo prendesse il suo posto.

### Terza stagione
- BillyWitchDoctor.com, voce originale di Matt Maiellaro.

Un mago stagista africano. Viene assunto da Fritto per resuscitare Frullo dopo che si è suicidato per tormentare Polpetta come fantasma tramite il suo videogioco Video Ouija. All'inizio sembra confuso riguardo al suo compito, chiedendosi che tipo di frullato di pollo sia, poi ammette che lavora principalmente con i polli e più tardi richiede un pezzo di Frullo per tentare di riportarlo in vita. BillyWitchDoctor.com viene successivamente ucciso da Fritto dopo aver perso la pazienza a seguito di una serie di tentativi falliti per resuscitare il frullato e per una serie di scherzi e giochi di parole, tra cui costringere Carl a tenersi per mano con Fritto solo per dirgli di "baciarlo profondamente con la lingua" e far cantare al gruppo le parole magiche "I am Sofa King, We Todd Ed".Dopo aver ucciso BillyWitchDoctor.com in un impeto di rabbia, Fritto continua ad usare il suo bastone "resuscitante", tuttavia evoca involontariamente Ultra Mega Chicken, un enorme pollo con corna e motore a reazione che cade dal cielo, atterrando su Carl e schiacciandolo a morte. Fa un cameo nell'episodio One Hundred, durante la sequenza di Aqua Unit Patrol Squad.
- Ultra Mega Chicken.

Ultra Mega Chicken è un pollo enorme e leggendario con corna, zanne e motore a reazione. Viene evocato involontariamente da Fritto usando il bastone di un evocatore di polli di nome BillyWitchDoctor.com mentre cercava di riportare in vita Frullo. I suoi sforzi spingono Ultra Mega Chicken a cadere dal cielo, schiacciando a morte Carl sotto i suoi artigli.
- Zio Cliff, voce originale di Nick Ingkatanuwat.

Lo zio di Ignignokt che soffre di disabilità mentale. Ha affermato di non stare "bene" sin dai tempi della Guerra Lunare, nella quale ha presumibilmente perso una delle sue due gambe. Vive sulla Luna e oltre a spalare le rocce lunari, lavora come riparatore di tetti. Uncle Cliff è costantemente terrorizzato da Ignignokt ed Err, i quali tentano con successo di spaventarlo.
- Ted Nugent, voce originale di Ted Nugent.

Ted Nugent è un rocker americano, noto per essere il delirante e psicopatico chitarrista degli Amboy Dukes. È apparso nell'episodio Gee Whiz, quando la sua immagine è stata vista su un cartellone pubblicitario di Polpetta, decidendo quindi di visitare la loro casa per scoprire chi ci aveva lasciato sopra un dollaro e sparando a Carl, reputandolo un "mascalzone".
- Robositter, voce originale di Sarah Silverman.

Robositter è una babysitter robot che Fritto ha creato per controllare Polpetta mentre lui e Frullo sono al lavoro. Il suo corpo è costituito da uno scaldabagno, due lattine al posto del seno e braccia prelevate dal tubo di sfiato di un essiccatore. Nonostante risponda in tono educato e obbediente quando è presente Fritto, inizia immediatamente a comportarsi come una ragazza psicotica e stereotipicamente egoista ogni volta che non c'è, abusando e minacciando Polpetta e parlando al telefono con la sua "amica" Sheila.
- Gorgatron.

Gorgatron è un grande e feroce Lunamiano viola che Ignignokt ed Err usano nel loro videogioco per trovare Moon Master e proteggerlo. Gorgatron possiede dei grandi piedi, grandi "corna" sulla testa e un solo dente che emerge dalla sua mascella inferiore.
- South Bronx Parasite, voce originale di Akhenaton Nickens.

Il South Bronx Parasite è un parassita presente all'interno delle omonime barrette dietetiche utilizzate da Carl per cercare di perdere peso per la gara dietetica contro Polpetta. Nonostante Carl ha presupposto che l'etichetta dicesse South Bronx Paradise, Fritto gli ha fatto notare il nome corretto delle barrette, rivelandogli che i parassiti mangiano la sua carne facendolo dimagrire nel giro di poco tempo.
- Dusty Gozongas, voce originale di Scott Thompson.

Dusty Gozongas è una ragazza che lavora per la città e nello strip club che visita Carl. Sia Carl che Frullo hanno gareggiato per cercare di avere la sua attenzione, tuttavia viene rapita dagli alieni Chiavi Inglesi che la ingannano facendole fare una pole dance e farla vedere ai loro amici alieni.
- Babbo Natale, voce originale di Matt Maiellaro.

Babbo Natale viene teletrasportato nella casa degli Aqua Teen da Polpetta, indossando una magica maglietta Osiris' che Frullo ha rubato da un museo di storia egizia, sperando che gli portasse dei regali. Si mostra abbastanza scontroso per essere stato svegliato nel mese di luglio, facendo notare a Polpetta il fatto che non ci sono regali poiché "gli elfi non arrivano prima di settembre". Più tardi, Polpetta evoca un gigantesco mostro uovo di pasqua sputa fuoco che brucia Babbo Natale, facendolo brontolare miseramente per il dolore sul prato. Viene ritrovato da Fritto, il quale lo tiene in vita grazie a molte attrezzature mediche e una bombola di ossigeno. Ciò mette successivamente Babbo Natale in uno stato d'animo peggiore, facendosi chiamare Horror Claus.
- Ipnogermi, voci originali di Bob Odenkirk (Mago Fagiolo), Eric Wareheim (Re Germe), Tim Heidecker (palla da basket), Janeane Garofalo (Donna), Todd Hanson (narratore), Maria Schneider (moglie di Phil Cabinet), Carol Kolb (muro parlante), Joe Garden (Phil Cabinet), Chris Karwowski (Tulip Sniper), Stewert Breihut (Guardia Germe), Fred Armisen (Poncho).

Dei germi che Frullo ha contratto in un gabinetto di una stazione di servizio, portandolo a commettere varie azioni involontarie. Quando Fritto ha tentato di curare Frullo iniettandogli dei fagioli messicani, questi si sono uniti agli ipnogermi e si sono esibiti in uno spettacolo teatrale. L'unico interesse degli Ipnogermi è il controllo mentale, anche se talvolta si cimentano alla creazione di stravaganti commedie Off-Broadway dopo aver bevuto nei fine settimana.

### Quarta stagione
- Dirtfoot, voce originale di Nick Ingkatanuwat.

Dirtfoot è un leggendario mostro piede omosessuale del New Jersey. Nell'episodio Dirtfoot condivide un appartamento sotterraneo con Frullo sotto un pozzo che appare misteriosamente di fronte alla casa degli Aqua Teen, come parte del piano di Frullo di attrarre donne e denaro rimanendo intenzionalmente bloccato nel pozzo e raccogliendo l'attenzione dei media. I due sono inquieti compagni di stanza, con Frullo che si lamenta di come lascia la sua "calza gigante" sul divano, con le lamentele che solitamente provocano un calcio da Dirtfoot. Quando il piano di Frullo fallisce, ricorre a fingere di avere la mano bloccata in una cassetta delle lettere, la quale tuttavia si incastra davvero; Dirtfoot viene quindi in suo soccorso, attirando l'attenzione dei media, che descrivono il salvataggio come "Dirtfoot che prende il suo amante tra le braccia", con insicuro orrore di Frullo.
- Boost Mobile, voce originale di Killer Mike.

Boost Mobile è un reale fornitore di servizi cellulari. Frullo accetta di fare pubblicità per Boost Mobile in cambio di denaro, tuttavia Josh, un rappresentante di Boost Mobile, dice a Frullo che lo castrerà se non pubblicizza costantemente il servizio a tutti quelli che incontra. Quando il suo primo telefono viene distrutto da Fritto, altri due si presentano alla casa degli Aqua Teen. Quando vengono distrutti anche questi, compaiono dozzine di telefoni Boost Mobile che attaccano violentemente Frullo con i loro coltello scaricabile. I cellulari Boost Mobile sono basati sul Motorola Tattoo i860.
- Rice Mascots, voci originali di Andy Merrill e Brendon Small.

Dei chicchi di riso antropomorfi associati a Dott. Wongburger. Portano dei ganci affilati e lunghe collane composte di peni. Vanno nelle case degli sfortunati vincitori del concorso "Rip It and Win" e strappano via i loro peni per affidarli a Dott. Wongburger in modo che possa costruire una gigantesca "nave pene" e tornare nel "Pianeta Pene". Hanno piccoli occhi a mandorla e grandi denti da coniglio che li fanno sembrare come se stessero sempre sorridendo.
- Handbanana, voce originale di Dave Willis.

Handbanana è un cane giallo che Fritto ha realizzato per Polpetta utilizzando il software Make Your Own Dog 1.0 nella piscina di Carl. Dopo che Frullo ha accidentalmente messo la mano nella piscina, il cane ha preso il suo DNA assumendo le sembianze di una mano gialla, portando Polpetta a chiamarlo Handbanana. Sebbene si mostri amichevole con tutti a prima vista, odia segretamente Carl e lo ha minacciato e violentato in più occasioni. Il suo linguaggio può essere udito solo da Carl. Quando quest'ultimo, stanco degli abusi di Handbanana, decide di creare il suo cane geneticamente modificato di nome Spaghetti per violentare Handbanana, Spaghetti non si trova attratto da lui e si allea al primo per violentare brutalmente Carl. Più tardi si scopre che Make Your Own Dog 1.0 è illegale nella maggior parte delle nazioni e ha effetti collaterali negativi, tra cui formare un legame mentale con i membri della famiglia del proprietario (in questo caso Carl, motivo per cui solo lui può sentire le minacce di Handbanana). Riappare successivamente nella sigla di Aqua Unit Patrol Squad 1 mostrandosi con una giacca in pelle da teppista e un coltello, tornando ufficialmente nell'episodio finale The Greatest Story Ever Told quando decide di violentare Oglethorpe dei Lunamiani, portando ad essere ucciso dalla polizia. Handbanana appare nuovamente nell'episodio The Return of Handbanana della miniserie spin-off AquaDonk Side Pieces, occupando la casa di Carl e impegnandosi in una relazione con lui, installandogli un chip di localizzazione e un collare elettrico nel collo per tenerlo sotto controllo. Dopo un tentativo fallito di avvelenare il cane con una cioccolata calda messicana, Handbanana e la sua spalla Spaghetti trascinano Carl, fulminato dal collare, dentro casa.
- Spaghetti.

Spaghetti è un cane creato da Carl con il software "Make Your Own Dog 1.0". Carl voleva chiamarlo "Lo Scagnozzo", tuttavia il cane ha scelto di chiamarsi "Spaghetti" per sua spontanea volontà. A causa del DNA, il cane ha la stessa voce di Carl insieme agli stessi sandali, segni di abbronzatura, capelli e catena d'oro. Dopo aver affermato di "sentire una connessione", decide di stuprare Carl.
- Andrew W.K., voce originale di Andrew W.K..

Un cantautore statunitense. Viene assunto da Frullo nel tentativo di rallegrare Fritto, a cui era appena stato diagnosticato un cancro della pelle.
- Mucus Man, voce originale di Roberto Lange.

Una creatura costituita da muco. Si è originato con il catarro di Frullo e Polpetta dopo che entrambi si sono ammalati di un comune raffreddore. Prende vita grazie agli effetti del grill radioattivo "Char-Nobyl 6000" di Frullo e costringe gli Aqua Teen a creare più creature di muco nel tentativo di conquistare la Terra.
- Dan, voce originale di Ned Hastings.

Dan è un venditore di grondaie che assomiglia fisicamente al Tristo Mietitore. Dice sempre che "non se ne andrà finché non concluderà una vendita". Nell'unico episodio in cui è apparso Grim Reaper Gutters, è riuscito a vendere delle grondaie agli Aqua Teen e ha ucciso Carl.
- Tera Patrick, voce originale di Tera Patrick.

Una porno star asiatico-americana. Dato che Carl è un suo grande fan, gli Aqua Teen cercano di usarla per attirarlo a casa loro in modo che incontri Dan e sia costretto a comprare grondaie da lui.
- Bart Oates, voce originale di Bart Oates.

Un giocatore di football americano.
- Larry e Eric, voci originali di Mike Judge e Will Forte.

Due alieni che hanno inscenato un programma televisivo per monitorare Carl.
- Ezekial, voce originale di Patton Oswalt.

Jesus "Ezekial" Jesus è un piccolo frappé antropomorfo.
- Chess Dragon.

Chess Dragon è un drago travestito da re, che è stato sconfitto a scacchi da Ezekial, il figlio adottivo di Frullo. Secondo Fritto e Polpetta nessuno aveva mai sconfitto il Chess Dragon fino a quel momento; tuttavia si rivela poi essere un perdente proprio nel gioco degli scacchi.
- Carl e Carl Jr., voci originali di Dave Willis e Jim Fortier.

Due cervelli fluttuanti provenienti dallo spazio che prendono di mira Carl Brutananadilewski, o più specificamente il suo cervello. Hanno un autolavaggio.

### Aqua Teen Hunger Force Colon Movie Film for Theaters
- Chicken Bittle, voce originale di Bruce Campbell.

Chicken Bittle è il quarto membro e fratello degli Aqua Teen, creato dal Dott. Weird. È una crocchetta di pollo a forma di gallina. Composto originariamente da circa un milione di galline, il suo piano prevedeva lo schianto contro un muro di mattoni per mano del Dott. Weird. Tuttavia, Fritto ha deviato la rotta all'ultimo minuto e successivamente è stato mangiato da un leone quando si sono fermati in Africa.
- Walter Melon, voce originale di Chris Kattan.

Walter Melon è l'autoproclamato creatore di Frullo, Fritto, Polpetta, il Dott. Weird e i Lunamiani. Ha creato l'Insanoflex. Sua moglie è un burrito a 9 strati mentre il suo complice è Neil Peart. Il suo piano iniziale era che Fritto e il Dott. Weird si uccidessero a vicenda in modo da poter ereditare la loro proprietà e costruire la "Palestra Insano" definitiva. In seguito scappa con Neil Peart nella sua nave.
- Time Lincoln, voce originale di Fred Armisen.

Time Lincoln è un personaggio basato sul sedicesimo presidente degli Stati Uniti, Abraham Lincoln. Ha una stretta somiglianza con l'ex presidente, tuttavia la sua voce e le sue abilità differiscono. Può teletrasportarsi in qualsiasi momento e in diversi periodi del tempo, oltre ad avere la capacità di riportare in vita i morti.
- Linda, voce originale di Matt Harrigan.

Linda è una ragazza palestrata che ha conosciuto Carl quando è diventato muscolo per mano dell'Insanoflex.
- 9-Layer Bean Burrito, voce originale di Tina Fey.

La moglie di Walter Melon e l'autoproclamata madre degli Aqua Teen.

### Quinta stagione
- Famiglia di robot, voci originali di Fred Armisen (padre), Rachel Dratch (madre), Sam Harrigan, Molly Harrigan, Sadie Willis e Max Willis (figli).

Una famiglia di robot composta da padre, madre e diversi figli colorati di rosso, blu, viola e verde. Hanno la capacità di sparare laser dagli occhi.
- Sirene.
  - Chrysanthemum, voce originale di Neko Case.

Una sirena e sorella di BJ Queen e John Kruk. Viene rivelato che lei e sua sorella BJ Queen hanno rapito John Kruk e lo hanno trasformato con la forza in una sirena. Il duo ha iniziato quindi a trascorre le giornate cantando e torturando orribilmente John Kruk, inchiodandogli i polsi al muro, scorticandolo fino alla vita e contemporaneamente pugnalandolo con un arpione e cospargendo di sale le sue ferite; nonostante ciò viene svelato che si tratta semplicemente di un atto sessuale contorto.
- - BJ Queen, voce originale di Kelly Hogan.

La seconda sirena e la sorella delle altre sirene Chrysanthemum e John Kruk. Viene rivelato che ha aiutato Chrysanthemum per rapire John Kruk e renderlo una sirena.
- - John Kruk, voce originale di John Kruk.

Una delle tre sirene e sorella di BJ Queen e Chrysanthemum. Inizialmente era un giocatore di baseball dei Philadelphia Phillies fino a quando non venne rapito da Chrsanthemum e BJ Queen. Lo costringono a diventare una sirena, e ora passano le loro giornate a torturarlo orribilmente inchiodandogli i polsi al muro, strappandogli la pelle dalla vita in giù e contemporaneamente pugnalandolo con un arpione e cospargendo di sale sulle ferite, tuttavia viene rivelato che ciò è semplicemente un atto sessuale contorto.
- Paul, voce originale di Shawn Coleman, italiana di Vladimiro Conti.

Paul è un mostro gigante, muscoloso e terrificante con enormi zanne, occhi gialli e quattro braccia simili a tentacoli, che ha occupato per breve tempo la casa degli Aqua Teen per volere del padrone di casa Markula. Vive in un costante stato di rabbia distruttiva e omicida ed è implicito che abbia anche una dipendenza da eroina. Successivamente viene mostrato mentre distrugge la città (sempre a causa della sua natura rabbiosa e dei gravi problemi emotivi), con gli Aqua Teen che devono combatterlo con il loro nuovo robot.
- Hoppy Bunny, voce originale di Scott Adsit.

Un membro di un fandom di ragazzi che indossano costumi di animali. Hoppy Bunny porta un costume da coniglietto rosa con una corona. Come leader del gruppo, ha venduto a Carl una VHS infestata che diffonde tentacoli in ogni organo del suo corpo, trasformandolo in un elfo verde e costringendolo a giocare e ballare involontariamente per intrattenere gli altri. Il suo lavoro quotidiano è quello di neurochirurgo.
- Kill Dummy, voce originale di Josh Homme.

Un burattino omicida, psicopatico e ventriloquo che indossa un abito nero e un papillon. È stato trovato misteriosamente davanti alla porta d'ingresso della casa degli Aqua Teen, durante una notte di tempesta. Canta ripetutamente la parola "kill" ("uccidere") con scoppi di tuoni che si sentono in sottofondo.
- Burattino canadese, voce originale di Scott Luallen.

Un burattino canadese che indossa una maschera da portiere bianca, due guanti e una maglia insanguinata. Tiene in mano una mazza da hockey di legno chiodata e ha lunghi capelli neri.
- Burt Banana, Tammy Tangerine e Mortimer Mango, voci originali di David Cross (Burt Banana), Kristen Schaal (Tammy Tangerine) e H. Jon Benjamin (Mortimer Mango).

Burt Banana, Tammy Tangerine e Mortimer Mango sono tre frutti antropomorfi, rispettivamente una banana, un mandarino e un mango, che ha incontrato Fritto su Myspace. Hanno cercato di convertire gli Aqua Teen al cristianesimo. Hanno fatto un cameo nell'episodio A PE Christmas e hanno tratto ispirazione alla serie spin-off Soul Quest Overdrive, con protagonisti quattro personaggi ispirati a loro.

### Sesta stagione
- Gene E., voce originale di Matt Maiellaro.

Un piccolo genio alcolizzato che Frullo ha trovato in una bottiglia di Schnapps in una discarica. Sebbene affermi di essere in grado di esaudire i desideri, il suo unico potere sembra rendere invisibile il destinatario, sebbene trasformi Carl in un mini-genio quando ha desiderato di essere invisibile. Il suo obiettivo principale è estorcere le persone a cui esaudisce i desideri.
- Lei, la creatura, voce originale di Dana Swanson.

Una sirena che vive nella piscina del cortile di Carl. È l'ultima di una presunta civiltà di "persone pesce" che vivevano sott'acqua prima che Frullo, Fritto e Polpetta le sterminassero inavvertitamente quando le purificarono con il cloro.
- Gary the Dairy Fairy, voce originale di Jon Schnepp.

Uno strano uomo di mezza età con il pizzetto e una voce sommessa che sfoggia una canotta e occhiali neri. Si intrufola a tarda notte nella casa degli Aqua Teen e, in modo simile alla fatina dei denti, al posto dei soldi lascia del latte caldo, monete d'oro fatte di formaggio e altri latticini.
- The Creature from Plaque Lagoon.

Una creatura rossa con i denti che gli ricoprono tutto il viso. Amico di Gary the Dairy Fairy, la sua casa e la sua identità sono state rubate dal folle dottor Wongburger, che desiderava rubare abbastanza denti per costruire un'astronave fatta di denti per raggiungere Tooth Planet.
- Scarafaggi giganti.

Due scarafaggi giganti che risiedono in una parte della casa di Carl.
- Drewbacca, voce originale di Scott Adsit.

Drewbacca è uno wookiee che finge di essere un lupo mannaro. Si offrì di tagliare il prato della casa degli Aqua Teen se in cambio lo aiutassero a farlo andare sulla luna, ma finì per infastidire molto Fritto. Nell'episodio 2-And-a-Half-Star Wars Out of Five si trasforma in un lupo mannaro e uccide Carl. In seguito si scopre essere un wookiee rasato, tra l'altro fan di Star Trek, che suona in una band.
- Tecnico di computer, voce originale di Natasha Leggero.

Una donna che ripara i computer.
- Palloncino Hitler, voce originale di Bill Hader.

Il Führer nazista della Germania che si è reincarnato in un palloncino.

### Settima stagione
- Lance Potter, voce originale di Don Kennedy.

Lance Potter, chiamato così da Polpetta, è una "anatra" creata da Fritto con vari preservativi usati, bottiglie di birra, siringhe e altra spazzatura assortita. Viene portato in vita da Polpetta dopo avergli messo in testa la lampada "G-Man Super Bowl Fantasy Lamp" di Carl. È molto malizioso e incoraggia Polpetta a rubare, drogarsi e aggredire gli altri. Inoltre gli ha fatto tagliare le braccia di Carl e i piedi di un poliziotto che cercavs Lance. Viene ucciso dopo essere stato dato alle fiamme da Fritto. Altri nomi includono Rubberman/boy (coniato da Master Shake) e Clucky, la paperella di gomma (coniata da Fritto).
- Uccelli del flipper, voci originali di Todd Barry e C. Martin Croker.

Un gruppo di animali rari e incapaci di volare che si trovano sull'isola inesplorata dell'Isola della Morte. A differenza degli uccelli normali, depongono palline da flipper al posto delle uova e possiedono una grande intelligenza. Durante le emergenze, ogni uccello ha accesso alla propria moto d'acqua.
- Rudy.

Un gigantesco bambino omicida che abita l'inesplorata isola di Death Island, casa della tribù degli uccelli del flipper. Ha spaventato i turisti, togliendo le possibilità che chiunque visiti l'isola. Per questo motivo, molti degli uccelli più intelligenti iniziarono a complottare contro di lui tentando di ucciderlo per centinaia di anni con l'uso di "missili Benadryl" e un "sonaglio alla nitroglicerina" ma senza successo. Da allora, gli uccelli lo hanno adorato come un dio, usando visitatori casuali come forma di sacrificio nell'enorme flipper che hanno costruito sull'isola.
- Starsky.

Starsky è un gerbillo indemoniato. Appare inizialmente come una piccola creatura dal pelo marrone con orecchie e naso piccoli e occhi neri. Successivamente si trasforma in una creatura dall'aspetto infernale, ora con grandi ali, corna rosse, artigli affilati, una coda appuntita, occhi gialli luminosi e pelo rosso. Si presenta a Polpetta dopo essere saltato fuori dal suo armadio, trasformandosi nella sua forma posseduta. In seguito prende il possesso di Frullo, trasformandolo anch'esso in una creatura diabolica.
- Pod, voce originale di Bill Hader.

Pod è una creatura con le sembianze di una pianta che Frullo decide di acquistare pensando che fosse un nuovo iPod. Il Pod desidera semplicemente consumare Frullo, tuttavia dopo una notte di bevute (e scoprendo che non gli piace la band Chickenfoot) ci prova con Polpetta, anch'esso senza avere successo. Ad un concerto dei Chickenfoot, Pod consuma il bassista Michael Anthony e lo replica al punto da distruggere il mondo.
- Chickenfoot, voci originali dei Chickenfoot.

Un supergruppo hard rock statunitense.
- L'Angelo, voce originale di Paul F. Tompkins.

L'Angelo è una delle tante persone che Frullo ha ucciso in un distruttivo incidente stradale lanciando un pezzo di marciapiede nella strada. L'Angelo appare quindi a Frullo, rimproverandolo per averlo ucciso e facendogli svoglere svariati compiti come leggere ai morti, pulire la piscina di Carl, lavare la sua 2 Wycked e comprargli delle magliette.
- Insane Clown Posse, voci originali degli Insane Clown Posse.

Un duo hip hop statunitense.
- Neilzabub, voce originale di Paul Rust.

Neil, anche noto come Neilzabub, è un juggalo di quattordici anni che Frullo assume per insegnargli come "uccidere un angelo". Dopo che Frullo e Polpetta creano un enorme incidente d'auto lanciando un pezzo di cemento in mezzo alla strada, un uomo riappare davanti a Frullo sotto forma di angelo vendicativo. Come vendetta, l'angelo costringe Frullo a pagare per i suoi misfatti. Dopo aver svolto vari compiti per lui, Frullo decide di assumere Neil, credendo che gli offrirà consigli utili su come ucciderlo. Tuttavia, si scopre che Neil stava usando Frullo come suo servitore personale e autista.
- Fantasma di Smiley Junction, voce originale di Brooks Braselman.

Un fantasma che ha infestato la casa degli Aqua Teen.
- Larry Miller, voce originale di Larry Miller.

Un attore e comico statunitense che lavora attualmente come venditore ambulante di toupée chiamato "Larry Miller Hair System".
- Mostro N° 100, voce originale di Robert Smigel.

Un gigantesco mostro giallo a forma di numero 100. Si presenta a casa degli Aqua Teen, risucchiando il trio e il loro vicino Carl in un universo alternativo dove si professano come Aqua Unit Patrol Squad, una parodia della serie animata Scooby-Doo di Hanna-Barbera.

### Ottava stagione
- Danny, voce originale di Steven Wright, italiana di Alessandro Ballico.

Danny è il proprietario della Camera dell'Ipersonno in cui Frullo è rimasto chiuso per nove anni. Si scopre che Danny ha fatto l'amore con la sua faccia per tutto il tempo durante il suo riposo. Dopo l'accaduto cerca di interrompere la "relazione" con Frullo, tuttavia viene ucciso da Allen.
- Allen, voce originale di Matt Berry, italiana di Stefano Brusa.

Allen è un piccolo alieno rosa con tre punte sulla testa e due zanne nere. Il suo corpo è composto da punte più corte con elettricità statica che gli consentono di creare dei fulmini con cui uccide ogni persona che compie cattive azioni nel mondo. Quando Frullo ha deciso di congelarsi nell'ipersonno per nove anni, Allen è diventato il sovrano supremo della Terra, vivendo in una piccola fortezza a cupola in cima a un lungo palo che raggiunge lo spazio. All'interno della fortezza ha una fila di monitor con cui spia tutte le persone della Terra, nel tentativo di scoprire se qualcuno ha un cattivo comportamento come linguaggio volgare, violenza e altro.
- Rupert, voce originale di Dave Willis.

Il parrucchiere omosessuale di Gesù. È stato clonato accidentalmente da Fritto quando ha cercato di riportare in vita Gesù tramite il DNA dei suoi capelli che ha recuperato in un museo.
- Cobra della Libertà (in originale: Freedom Cobra), voce originale di Gregory Alan Williams, italiana di Stefano Brusa.

Cobra della Libertà è un tatuaggio vivente che si è fatto fare Frullo. Era il tatuaggio più economico del tatuatore e poteva essere "installato" solo durante una tempesta di fulmini. A chi lo fa tattuare gli viene una grande voglia di mangiare carne umana. Il cobra è riuscito a convincere Frullo di mangiare il cane di Polpetta Bobby e Carl. Poco dopo, quando Fritto ha trovato la mano di Carl, Frullo ha raccontato la verità sulla natura del tatuaggio e ha deciso di andare dal dottore per farselo rimuovere chirurgicamente. Durante l'intervento però il Cobra della Libertà ha costretto il dottore a tagliarsi le mani, in modo tale che lui e Frullo se lo potessero mangiare.
- Il Creditore (in originale: The Creditor), voce originale di Dan Triandiflou.

Il Creditore è una creatura, parodia di Predator, che ha prestato a Frullo i soldi per comprare un ridicolo Hummer. Ha iniziato a dargli la caccia quando non poteva effettuare i pagamenti del prestito. Gli piace strappare e raccogliere i teschi e le colonne vertebrali delle persone per divertimento. Dopo aver ucciso Frullo, si scopre che tutta la storia era una favola della buonanotte che il Creditore stava leggendo ai suoi due figli.
- Terapista, voce originale di Shawn Coleman, italiana di Roberto Certomà.

Uno psicologo al quale si presenta Frullo in seguito ai suoi recenti incontri con Il Creditore.
- Wi-tri, voci originali di Duncan Trussell e Gregg Turkington, italiane di Stefano Brusa e ?.

Il Wi-tri è uno smartphone personale a forma di triangolo capace di eseguire tutte le richieste dell'utente. Oltre ad essere essenzialmente illimitato nella quantità di compiti che può svolgere, possiede anche una fotocamera, un browser web, un sistema di intrattenimento e un home theater e può fare da consulente finanziario e da progettista. In seguito si scopre che sono una razza senziente di esseri triangolari che si atteggiano come smartphone. Sono in grado di accoppiarsi tra loro e il loro scopo è "tri-formare" la Terra trasformando ogni cosa in triangoli.
- Nick, voce italiana di Corrado Conforti.

Un ragazzo che si presenta per il controllo della rabbia.
- Lance, voce originale di Zach Hanks.

Il venditore di TruffaWow. Si presenta ad un programma per la gestione della rabbia nel tentativo di addescare Carl per fargli superare la sua rabbia nei confronti di Frullo. Gli ha fornito dei finti integratori per la salute del corpo e delle ossa, oltre ad averlo spinto giù dal tetto della casa di Carl e ad averlo fulminato ripetutamente fino allo svenimento.
- Tovagliolo (in originale: Napkin Lad), voce originale di Todd Hanson, italiana di Stefano Brusa.

Tovagliolo è un tovagliolo antropomorfo. Come rivelato durante un flashback, viene catturato inizialmente da Fritto, tuttavia dopo aver finto un'imboscata, lo ha consegnato a Carl e un gruppo di scheletri. Accompagnato da Tovagliolo, Carl inizia a inseguire Polpetta e Fritto sulla sua 2 Wycked, rivelando che ha sempre lavorato segretamente con lui.

### Nona stagione
- Darlane, voce originale di Lisa Lampanelli, italiana di Patrizia Salerno.

Darlane è la madre di Gerald. È attratta da uomini con tendenze ad atti casuali di violenza, cosa che l'ha portata a innamorarsi di Carl e a rimanerne incinta. Quando viene organizzato il finto funerale di Carl per farsi credere morto, Fritto inizia a prendere a pugni la sua bara portando Darlane a innamorarsi e a sposarsi con Fritto.
- Gerald, voce originale di Brooks Holcomb.

Il figlio di Darlene.
- Uno, Boggle e Yahtzee, voci originali di Brann Dailor (Uno), Troy Sanders (Boggle) e Brent Hinds (Yahtzee).

Tre antichi demoni musicisti che risiedono in un vulcano che appare nei sogni. Quando Carl ha convinto Frullo a prendere la sua maglietta stregata, racconta una storia in cui afferma di aver ucciso i tre demoni per ottenerla. Dopo essere stata indossata da Frullo, durante la notte inizia a sognare i demoni, con Yahtzee che lo butta nel lago di fuoco. La maglietta inizia a fondersi con la pelle di Frullo e fa un altro sogno in cui Yahtzee gli dice che dovrà trovare un nuovo erede per la maglietta o entrerà in coma per il resto della sua vita, dove sarà violentato da un polpo gigante nei suoi sogni.
- Rocket Horse e Jet Chicken, voci originali di George Lowe e Brett Gelman, italiana di Roberto Certomà e ?.

Due personaggi, rispettivamente un cavallo e un pollo, inventati da Polpetta per il suo libro Le avventurose avventure di Rocket Horse e Jet Chicken. Rocket Horse descrive il suo compagno come un pollo obeso e paranoico che ha un'ossessione malsana per il cibo e si arrabbia per ogni cosa, intentando delle cause con chiunque. Viene ucciso da Polpetta dopo aver costretto quest'ultimo a riparare il suo intervento chirurgico di bypass gastrico.
- Time Warner, voce originale di Scott Hilley.

Time Warner è un dirigente televisivo che viaggia nel tempo per avvertire le persone di non utilizzare le idee dei suoi film o programmi televisivi, affermando che altrimenti sarà costretto a far loro causa. È una parodia diretta di Porky Pig dei Looney Tunes e funge anche da ignara allegoria per l'omonima compagnia. Si presenta agli Aqua Teen rivelando loro che non possono tornare indietro nel tempo per impedire a Frullo di iniziare una guerra nucleare, poiché il viaggio nel tempo è già stato rappresentato in più film di cui possiede i diritti. I suoi piani includono anche un viaggio nel futuro per vendere il remake di The Granite Family a una volpe parlante.
- Guidatore della 2 Wild, voce originale di Oliver Nichols, italiana di Sacha De Toni.

Il proprietario della 2 Wild che si unisce alla rissa tra Carl e Dominic riguardo alle loro auto.
- Dott. Balthazar, voce originale di Kyle Kinane, italiana di Vladimiro Conti.[3]

Dott. Balthazar è un amico di Fritto scoperto grazie all'uso dell'Amico Nugget. È uno scienziato costretto su una sedia a rotelle e assomiglia ad un coccodrillo calvo o un dinosauro. Ha paura della luce solare e sfoggia dei denti di metallo con i quali può apparentemente proiettare un raggio di energia simile agli occhi laser di Fritto, sebbene più potenti. Nonostante lo abbia trovato con l'Amico Nugget e condividano apparentemente molti interessi e tratti di personalità, Fritto è imbarazzato dalla sua natura omicida e dall'ossessione del Dott. Balthazar di trovare le persone che lo hanno molestato al liceo e "uccidere i loro animali domestici".
- Zucotti Manicotti, voce originale di Phil Morris, italiana di Vladimiro Conti.[3]

Zucotti Manicotti è una creatura fantoccio. Ha la pelle arancione, quattro occhi e braccia, capelli verdi, baffi e un grande naso appuntito. Solitamente indossa un mantello rosso con una pinna blu che sporge dalla schiena. È protagonista del suo omonimo programma per bambini, insegnando lezioni sulle mance e l'alimentazione sana. Quando viene sparato si scopre che il suo corpo era gestito da una mano.
- Spilorcio (in originale: Crimson Tightwad), voce originale di Kevin Gillespie, italiana di Corrado Conforti.

Spilorcio è la spalla di Zucotti Manicotti durante il suo programma con i burattini. Nonostante Zucotti si mostri apprensivo e gentile con lui nel suo show, lo tratta da servo personale nella realtà, dove risiede con lui nel Pianeta Zucotti.
- Totem Pole, voci originali di Lokhi, Skaahl e Norgahd, italiane di Corrado Conforti (Lokhi).

I Totem Pole sono una delle band preferite di Carl. Inizialmente Carl cerca di convincere gli Aqua Teen ad andare ad un loro concerto. La band ha un troll come membro ed è basata sulla band tedesca Wolfchant, i quali forniscono le loro voci.

### Decima stagione
- Muscoli di Frullo, voce originale di John DiMaggio, italiana di Stefano Alessandroni.

Dei muscoli senzienti che si sono sviluppati nel corpo di Frullo dopo aver assunto la bibita energetica di Carl.
- Fang Worm.

Il Fang Worm è un verme mutante creato a seguito della fuoriuscita di radiazioni dalle testate nucleari. Un esemplare è apparso all'interno di un bunker per le radiazioni in Nevada.
- Merlo Sauvignon Blanco, voce originale di Henry Zebrowski, italiana di Stefano Alessandroni.

Merlo è un ipnotizzatore. Si mostra come un uomo arrabbiato che ipnotizza Frullo, costringendolo a fare richieste folli per lui come spruzzare dell'acido sul furgone della sua ex moglie o attaccare L'Incredibile Ron con un'ascia.
- Zanzara succhia-cervello (in originale: Mind Mosquito), voce originale di Jason Steinberg.

La Zanzara succhia-cervello è una zanzara super-intelligente e succhia-mente. È stato tenuto prigioniero da Merlo, il quale gli ordina di succhiare il cervello di Fritto. Dopo essere stato inchiodato al muro, Fritto convince la mosca ad aiutarlo in cambio della libertà; tuttavia viene schiacciata da Carl.
- Scimmie del Pianeta Banana, voci originali di Matt Besser, Lavell Crawford e Curtis Gwinn, italiana di Alberto Caneva, Corrado Conforti.

Gli unici abitanti del Pianeta Banana. Dopo aver ricevuto un presunto segnale SOS dalla loro casa, gli Aqua Teen li hanno raggiunti con un razzo, atterrando nel loro pianeta. In seguito gli Aqua Teen hanno scoperto che stavano chiedendo solo della "salsa". Sono poco intelligenti e costruiscono la loro società usando le loro stesse feci. Non sono consapevoli di vivere in cima a una banana gigante che potrebbe essere usata per alimentarsi, invece si dedicano al tentativo di far crescere un albero usando del prosciutto. Un altro esempio della loro scarsa intelligenza è che anche quando gli è stato fatto notare il fatto che vivono su una banana gigante, lo hanno negato.
- Mr. Dicenzo, voce originale di Patrick Byrne.

Un boss mafioso. Carl assume Frullo e Polpetta per assassinarlo mentre stava mangiando in un ristorante italiano.
- Hippy ambulante, voce italiana di Alberto Caneva.

Un hippy ambulante che ha venduto a Frullo dei bonghi fatti di pelle di Wabosabi.
- Wabosabi, voci originali di Josh Warren.

I Wabosabi sono delle creature che piangono di riavere indietro la loro pelle. Inizialmente ne appare uno quando Frullo inizia a suonare un bongo ricevuto da un hippie. Quest'ultimo negerà di sapere qualcosa fino a quando Polpetta inizia a suonarlo davanti a lui, portandolo a confessare di averli uccisi brutalmente sotto l'effetto di droghe per scuoiarli e castrarli in modo tale da usarli come strumenti.
- Freda, voce originale di Casey Wilson, italiana di Emilia Costa.[58]

Freda è un robot creato da Fritto secondo le preferenze di Frullo per farla diventare la sua ragazza perfetta. Dopo essersi stancata di lui decide di vedersi con Carl, portando alla gelosia e poi alla depressione di Frullo. Quando scopre ad un certo punto di essere pedinata da Frullo, decide di suicidarsi saltando su un'autostrada.
- Zeebles, voci originali di Bobcat Goldthwait (Zingo), Mary Mack (Zaffy), Bobby Moynihan (Zarfonius), Paul Rust (Zorf), italiane di Emilia Costa (Zaffy), Alberto Caneva (Zarfonius).

Delle creature che vivono in una foresta magica all'interno di un box che ha vinto ad un'asta.
- Don, voce originale di Brian Stack, italiana di Gianni Giuliano.[3]

Don è una testa senziente sorretta da quattro piccoli jet. Ha i capelli grigi, i baffi e indossa gli occhiali. Si presenta a Frullo dopo la sua richiesta per un lavoro di marketing, portandolo tuttavia a fargli svolgere compiti disgustosi. È controllato dai germi piranha.

### Undicesima stagione
- Honest Abe Lincoln's Hot Links, voce originale di Justin Roiland.

Honest Abe Lincoln's Hot Links è una mascotte dalla pelle rossa con un grande cilindro, orecchie a punta, due occhi gialli, quattro zampe e barba. Il suo corpo è composto da salsicciotti e ha una sorprendente somiglianza con Abraham Lincoln, il presidente da cui prende il nome. Lo si vede distruggere la città mentre gli Aqua Teen promuovono i salsicciotti Lincoln. Quando gli Aqua Teen escono per osservarlo, la mascotte si lancia davanti a loro tuttavia viene interrotto da Toby che lascia lo studio e quindi lo svolgimento dell'episodio.
- Toby, interpretato da Henry Zebrowski.

Un animatore di stop-motion che appare in un ruolo live action durante la creazione di un episodio di Aqua Teen Hunger Force. È stato controllato da Presbobot, un nuovo personaggio di sua creazione, facendogli mettere una tuta robot per distruggere gli Aqua Teen e Honest Abe Lincoln's Hot Links, tuttavia ha fallito nel tentativo.
- Presbobot, voce originale di Andy Daly.

Un robot presbiteriano creato da Toby.
- Brain Fairy, voce originale di Dave Willis.

Un uomo che ha assunto l'identità di "fatina dei cervelli" che lavora in un DMV. Induce le persone a diventare donatori di organi offrendosi di dare loro la patente di guida, con l'intenzione di prelevare i loro cervelli.
- Booger Fairy, voce originale di Dave Willis.

La fatina delle caccole e il padre di Brain Fairy. Giunge nella casa degli Aqua Teen per cercare suo figlio, scoprendo che quest'ultimo ha assunto l'identità di Brain Fairy, la fatina dei cervelli, volendo sembrare una fatina come lui e vergognandosi per le sue azioni malvagie. Ha lavorato, a detta sua, metà della sua vita raschiando caccole nelle case delle persone e negli edifici per la comunità. Rivela la volontà di non voler lasciare a suo figlio il suo patrimonio nel testamento, affermando che se lo deve guadagnare da solo lavorando; tuttavia lo assume come suo stagista per aiutarlo in una scuola elementare di Boogerland. È una piccola creatura rosa pelosa con le ali.
- Hairy Bus, voce originale di Doug Stanhope.

Hairy Bus è un autobus peloso senziente. Dopo che Carl ha rubato "l'intestino" dell'autobus con l'aiuto di Polpetta, questo si presenta a casa di Carl. Hairy Bus lo ricatta per procurargli un nuovo colon in cambio del filmato dove Carl ruberebbe parti di auto registrate dall'autobus. L'autobus ordina loro di prendere il nuovo colon da suo fratello Flesh Train. In seguito viene fatto esplodere da Fritto usando il tubo di scappamento e un candelotto di dinamite.
- Flesh Train, voce originale di Andy Daly.

Il fratello di Hairy Bus.
- Api, voci originali di Kumail Nanjiani e Betsy Sodaro (ape regina).

Delle api che risiedono nell'alveare di Frullo.
- Jubilee, voce originale di Monica Rial.

Jubilee è una ragazza accompagnata da tre amici con cui Polpetta fa amicizia nell'episodio Knapsack!.
- - Knappy lo zaino, voce originale di Matt Stanton.
  - Mappy la mappa, voce originale di Brian Stack.
  - GPSy il GPS, voce originale di Andrés du Bouchet.
- Dott. Zord, voce originale di John DiMaggio.

Dott. Zord è un coniglio parlante che cambia la sua mente con quella di Frullo nell'episodio Rabbit, Not Rabbot. Ha la pelliccia bianca, quattro zampe, orecchie lunghe e occhi neri con pupille bianche.
- Lionel e Randy, voci originali di Matt Foster e Greg Fitzsimmons.

Due animali parlanti, rispettivamente un criceto e una tarantola, che hanno aiutato il Dott. Zord a cambiare la sua mente con quella di Frullo.
- Christopher Lambert, voce originale di Dave Willis.

Christopher Lambert è il creatore dello "Shampoo Incessante", uno shampoo che rende immortali chi lo usa. È vivo da così tanto tempo che ogni esperienza gli sembra noiosa.

### Aqua Teen Forever: Plantasm
- Neil / Big Neil, voce originale di Peter Serafinowicz.

Il proprietario della multinazionale Amazin. È un uomo di bassa statura e solitario che risiede e gestisce i suoi affari da un grattacielo a forma di lama noto come Llama Dolly, il quale si dice che sia una navicella funzionante. Decide di convocare Fritto, ora impiegato nella sua azienda, per trovare rimedio alla sua bassa statura e accetta di sottoporsi allo splicing del suo DNA per clonare una versione più grande di se stesso.
- Elmer, voce originale di Paul Walter Hauser.

L'assistente di Neil. È uno scienziato che ha spesso scarso successo durante i suoi esperimenti e che lavora alla creazione di piante con intelligenza umana.
- Japongaloidi, voci originali di Natasha Rothwell, Comedian CP e Blair Socci.

Una razza aliena che lavora per Amazin.
- Fraptaculani, voci originale di Robert Smigel e Tim Robinson.

Un'altra razza aliena impiegata all'Amazin.
- Elric, voce originale di Kyle Kinane.
- Felicity, voce originale di Jo Firestone.
- Liz, voce originale di Lauren Holt.

Una donna che lavora per la Humane Society.

### Aquadonk Side Pieces
- Samuel of the Cosmos, interpretato da Nick Gibbons.

Un Viewtuber e recensore di videogiochi. Ha creato la serie di recensioni Digital Deathcage dove ha recensito il videogioco Moon Master 9: Beware the Gorgotron giocando con i personaggi dei Lunamiani. In seguito non lo ha raccomandato ai suoi follower.
- Pledge, Jared, Rumple Foreskin e Dave.

Alieni della stessa specie della Confraternità degli Alieni.
- Breakie B.

Un nuovo giocattolo in voga nei negozi che fa la break-dance. Viene usato inizialmente come esca per i piani malvagi di Cybernetic Ghost of Christmas Past from the Future al Powerpuff Mall, tuttavia dopo aver visto diverse scatole del giocattolo pensa che il Breakie B si stia clonando e inizia a distruggere l'intero centro commerciale.
- Juan Rick, voce originale di Bernardo Velasco.

Una bambola parlante di Polpetta con una candela sulla testa, con le sembianze di una calaca chitarrista del Giorno dei Morti messicano. A causa della sua stessa candela tende a sciogliersi velocemente.